# Centaurea jaennensis
Centaurea jaennensis — вид квіткових рослин айстрових (Asteraceae). Ендемік пд.-сх. Іспанії.